# امبوی (ایلینوی)
امبوی، ایلینوی (به انگلیسی: Amboy, Illinois) یک شهر در ایالات متحده آمریکا با جمعیت ۲٬۵۶۱ نفر است که در ایلی‌نوی واقع شده‌است.

## موقعیت جغرافیایی
موقعیت جغرافیایی شهرها و مناطق اطراف به شرح زیر است: